# George Byng, I visconte Torrington
Sir George Byng, primo visconte di Torrington (Wrotham, 1668 – Southill, 17 gennaio 1733), è stato un ammiraglio e diplomatico inglese; divenne Primo Lord dell'Ammiragliato sotto il regno di Giorgio II.

## Biografia
Era il figlio di John Byng e Philadelphia Johnson.
All'età di 10 anni si arruolò nella marina britannica; la lasciò per breve tempo per far parte di una guarnigione a Tangeri, ma nel 1683 rientrò in marina come guardiamarina e partì per le Indie Orientali. L'anno successivo fu attivo nell'incitare la marina nel seguire Guglielmo, principe di Orange. La forza navale prese parte alla Gloriosa rivoluzione e Guglielmo d'Orange divenne re d'Inghilterra, assicurando così a Byng una rapida ascesa di grado e di carriera.

Nel 1702 gli fu affidato il comando di una nave, la HMS Nassau, e prese parte alla cattura e distruzione della flotta francese a Vigo. L'anno successivo fu promosso contrammiraglio. Nel 1704 fu in Mediterraneo sotto il comando di Sir Cloudesley Shovell, le cui forze presero in controllo della rocca di Gibilterra. Soccorse la città di Barcellona assediata dal duca d'Angiò. Prese parte alla battaglia di Malaga, per la quale ottenne il titolo di cavaliere. Nel 1706 si oppose con successo alle invasioni tentate a più riprese dalla Francia e dalla Svezia in favore del pretendente al trono.
Nel 1708 fu promosso ammiraglio e prese parte alle battaglie contro i Giacobiti.  Nel 1718 comandò la flotta inglese che mise in rotta quella spagnola al largo di Capo Passero, frustrando il tentativo della Spagna di occupare permanentemente la Sicilia. Dopo questo episodio bellico (Guerra della Quadruplice alleanza), Byng fu generosamente ricompensato dal re Giorgio I per la sua vittoria e gli furono conferiti pieni poteri per negoziare con i principi e gli stati d'Italia in nome della corona britannica.
Nel 1719 aiutò il contingente militare austriaco a conquistare la città di Messina in mano agli spagnoli, e distrusse le rimanenti navi spagnole in Mediterraneo, contribuendo in modo determinante all'accettazione, da parte del re di Spagna Filippo V, delle condizioni poste dalla Quadruplice Alleanza per la conclusione della pace, avvenuta a L'Aia il 20 febbraio 1720.
Al suo rientro in patria, nel 1721, fu nominato contrammiraglio di Gran Bretagna, membro del Consiglio Privato e nobilitato con i titoli di Barone di Southill e 1° Visconte di Torrington, nel Devon.
Nel 1725 Byng fu creato cavaliere dell'Ordine del Bagno e nel 1727, con l'insediamento di Giorgio II, fu nominato Primo Lord dell'Ammiragliato.
L'amministrazione dell'Ammiragliato da parte di Byng si distinse per l'istituzione del Collegio della Regia Marina a Portsmouth.

## Discendenza
Sposò, il 5 marzo 1691 presso la Cattedrale di St Paul, Margaret Master (22 febbraio 1669-1 aprile 1756), figlia di James Master. Ebbero quindici figli ma solo sette raggiunsero l'età adulta:
- Sarah Byng (2 ottobre 1695-1775), sposò John Osborn ed ebbero un figlio, Danvers, che fu governatore di New York
- Pattee Byng, II visconte Torrington (25 maggio 1699-23 gennaio 1747);
- Matthew Byng (13 settembre 1700-1714);
- George Byng, III visconte Torrington (21 settembre 1701-7 aprile 1750);
- Robert Byng (27 novembre 1703-4 ottobre 1740), sposò Elizabeth Forward, ebbero tre figli;
- John Byng (28 ottobre 1704-14 marzo 1757);
- Edward Byng (30 novembre 1706-1756), sposò Mary Bramston, non ebbero figli.

Il suo terzo figlio fu l'ammiraglio John Byng, che fu sottoposto, fra molti contrasti, alla corte marziale per non essersi sufficientemente impegnato nella difesa dell'isola di Minorca (20 maggio 1756) nel corso della guerra dei sette anni.